# Ferrari 499P
Ferrari 499P — спортпрототип класса LMH, разработанный и построенный компанией Ferrari для участия в чемпионате мира по автогонкам на выносливость. Автомобиль был анонсирован в феврале 2021 и представлен в октябре 2022 года. Дебют автомобиля состоялся в марте 2023 года на первом этапе чемпионата мира по автогонкам на выносливость «1000 миль Себринга».

## Технические характеристики
Ferrari 499P оснащён гибридной силовой установкой, состоящей из турбированного двигателя V6 объемом 2 992 куб.см и системы рекуперации энергии (ERS) мощностью 200 кВт (272 л.с.). Суммарная мощность силовой установки не превышает 500 кВт (680 л.с). В соответствии с техническим регламентом, в автомобиле не используются стандартизированные детали, применяемые в автомобилях, разработанных в соответствии с правилами Le Mans Daytona h (LMDh).

## История
В конце февраля 2021 года Ferrari официально объявила о возвращении в высший класс гонок на выносливость. В начале июля 2022 года Ferrari провела первичную обкатку гиперкара на трассе Фьорано, первым за руль сел Алессандро Пьер Гвиди, затем его сменил Никлас Нильсен. В дальнейшем компания, чередуя два автомобиля, провела тестовые сессии на таких трассах как Имола, Барселона, Портимао и Монца. В общей сложности на конец октября болиды проехали более 10 000 километров.
Официальная презентация гиперкара состоялась 30 октября 2022 года в Имоле на мероприятии, посвящённом завершению сезона серии Ferrari Challenge — Ferrari Finali Mondiali. Гоночный дебют Ferrari 499P состоялся 17 марта на первом этапе чемпионата мира по автогонкам на выносливость 2023 года в Себринге.

## Результаты выступлений
| Сезон | Команда          | Гонщики                                                | №  | 1   | 2   | 3    | 4    | 5   | 6   | 7   | 8   | Место | Очки |
| ----- | ---------------- | ------------------------------------------------------ | -- | --- | --- | ---- | ---- | --- | --- | --- | --- | ----- | ---- |
| 2023  | Ferrari AF Corse |                                                        |    | СЕБ | ПОР | СПА  | ЛЕМ  | МНЦ | ФУД | БАХ |     | 2     | 161  |
| 2023  | Ferrari AF Corse | Антонио Фуоко Мигель Молина Никлас Нильсен             | 50 | 3   | 2   | Сход | 5    | 2   | 4   | 3   |     | 2     | 161  |
| 2023  | Ferrari AF Corse | Джеймс Каладо Антонио Джовинацци Алессандро Пьер Гвиди | 51 | 7   | 6   | 3    | 1    | 5   | 5   | 6   |     | 2     | 161  |
| 2024  |                  |                                                        |    | КАТ | ИМО | СПА  | ЛЕМ  | САП | США | ФУД | БАХ | 2     | 99   |
| 2024  | Ferrari AF Corse | Антонио Фуоко Мигель Молина Никлас Нильсен             | 50 | 6   | 4   | 3    | 1    |     |     |     |     | 2     | 99   |
| 2024  | Ferrari AF Corse | Джеймс Каладо Антонио Джовинацци Алессандро Пьер Гвиди | 51 | 12  | 7   | 4    | 3    |     |     |     |     | 2     | 99   |
| 2024  | AF Corse         | Роберт Кубица Роберт Шварцман Е Ифэй                   | 83 | 4   | 8   | 8    | Сход |     |     |     |     | 2     | 99   |